# Grand Champion (pera)
Grand Champion es el nombre de una variedad cultivar de pera europea Pyrus communis. Mutación desporte de Gorham. Esta pera destaca por su dulzura, su sabor, y el ser muy jugosa.

## Historia
La variedad se obtuvo en Estados Unidos en 1936. Es una mutación desporte de Gorham. El árbol fue introducido en Francia por el viverista Delbard.
La pera 'Grand Champion' está cultivada en diversos bancos de germoplasma de cultivos vivos tales como en National Fruit Collection con el número de accesión: 1959-041 y nombre de accesión: Grand Champion.

## Características
'Grand Champion' es un árbol de extensión erguido, y se forman espolones fácilmente, de vigor moderado. Presenta vecería. Los botones florales pueden aguantar las heladas tardías. Tiene un tiempo de floración que comienza a partir del 29 de abril con el 10% de floración, para el 2 de mayo tiene una floración completa (80%), y para el 10 de mayo tiene un 90% caída de pétalos.
'Grand Champion' tiene una talla de fruto grande; forma ovoide a cónica, con un peso promedio de 141,00 g; con nervaduras débiles; piel gruesa; epidermis con color de fondo verde amarillento a amarillo, con un sobre color ausente, importancia del sobre color ausente, y patrón del sobre color ausente, las lenticelas con cientos de puntos de amarillo más claro sobre el espeso ruginoso-"russeting" de color marronáceo amarillento que cubre la casi totalidad de la piel, "russeting" (pardeamiento áspero superficial que presentan algunas variedades) muy alto (76-100%); cáliz medio y abierto, ubicado en una cuenca de profundidad media; pedúnculo de una longitud de corto a muy corto, con una curva ausente, y un grosor de grueso a muy grueso; carne de color blanco amarillento, pulpa cremosa, fina y jugosa con un dulce sabor.
El sabor de las peras 'Grand Champion' es dulce, fragante. La pulpa es jugosa y suave cuando está madura, de excelente calidad, realmente muy fina (sin granos), jugosa.
Mejor cuando se recolecta la pera aún debe estar verde y relativamente dura. Las condiciones óptimas para la maduración se encuentran en áreas secas y sombreadas, y la maduración generalmente toma de 7 a 10 días desde que se recogió la pera. A medida que la pera madura, el color cambiará lentamente a un amarillo suave y la pera se suavizará. Las peras producidas comercialmente normalmente se recolectan y envían a las tiendas mientras están verdes.

## Polinización
Excelente polinizador para otras variedades ya que es parcialmente autofértil.
'Grand Champion' está incluido en el grupo de polinización 4, pero para obtener la mejor cosecha de este peral, necesita una de las siguientes variedades cercanas:
- Beurré Bosc (grupo de polinización 4)
- Brandy (grupo de polinización 4)
- Clapp's Favorite (grupo de polinización 3)
- Concorde (grupo de polinización 3 a 4)
- Conference (polinización grupo 3)
- Doyenneé du Comice (grupo de polinización 4)
- Winter Nelis (grupo de polinización 3)[7]